# CANalyzer
CANalyzer는 Vector Informatik GmbH의 분석 소프트웨어이다. 이 개발 소프트웨어는 주로 차량 및 제어 장치 공급업체들 사이에서 널리 사용되며, 직렬 버스 시스템에서 데이터 트래픽을 분석하는 데 사용된다. 여기에 관련된 버스 시스템으로는 CAN, LIN, FlexRay, 이더넷 및 MOST는 물론 SAE J1939, CANopen, ARINC 825 등과 같은 CAN 기반 프로토콜도 포함된다.

## 설명
1992년 Vector는 CANalyzer 버전 1.0을 통해 세계 최초의 CAN 소프트웨어를 제공했다.  CANalyzer는 지속적으로 개발되어 세계적으로 CAN 버스 분석 시스템의 선두 주자로 자리매김하였다. 주로 자동차의 전자 네트워킹에 사용되는 CANalyzer는 철도 차량, 상용 차량, 특수 차량, 항공 전자기기, 의료 기술 등 다양한 산업 분야에서도 활용되고 있다.
자동차 산업에서 IP 아키텍처 와의 연결을 위한 새로운 접근 방식은 CANalyzer에 의해 지원된다.
CANalyzer는 단순한 버스 모니터링 기능을 넘어, 메시지 트래픽과 데이터 내용을 트리거하고 분석하기 위한 많은 자극 및 분석 기능을 포함하고 있다. 이러한 기능들은 측정 구성에서 조합된다. 사용자에 의해 맞춤화하고 확장할 수 있는 기능성이 특징이며, 이는 통합된 컴파일 가능한 프로그래밍 언어를 통해 달성된다.
데이터는 원시 형태와 상징적 형태로 표시되고 평가된다. 이미 1992년에 자동차 분야에서 CAN 설명 교환의 사실상 표준으로 자리 잡은 데이터 포맷 DBC를 개발하였다. 마찬가지로 다른 버스 시스템에서도 각각 관련된 표준이 지원된다. 예를 들어 FlexRay의 경우 FIBEX, LIN의 경우 LDF, CANopen일 경우 EDS/DCF/XDD 와 같은 다른 버스 시스템에 대해 지원된다.
CANalyzer는 다양한 버전으로 제공된다. 이는 기능 범위(Fundamental, Expert, Professional)와 지원되는 버스 시스템(CAN, FlexRay, …), 그리고 상위 프로토콜(SAE J1939, CANopen, …)에 따라 다르다.

## 관련 제품
Vector Informatik의 다른 제품:
- CANoe
- CANape

## 참고문헌
- CAN은 Interkama 1992에서 CiA 합동 스탠드에 대한 초연, 보고서를 선보일 수 있다 . In: Markt&Technik, No. 45, 1992년 11월 6일
- CAN 애플리케이션을 더 빠르게 해결 – CAN 도구: 신제품 개요 . In: Markt&Technik, No. 45, 1992년 11월 6일
- Pfeiffer, Ayre, Keydel: CAN 및 CANopen을 사용한 임베디드 네트워킹 . RTC Books, 샌클레멘테, 미국, 2003(eng)
- Pfeiffer, Ayre, Keydel: CAN 및 CANopen을 사용한 임베디드 네트워킹 . RTC Books, 일본, 2006(일본어)

- Vector Informatik GmbH 독일 웹사이트의 CANalyzer

1. ↑  보관됨 (날짜 없음) - vector.com (오류: 알 수 없는 아카이브 URL)
2. ↑  보관됨 (날짜 없음) - vector.com (오류: 알 수 없는 아카이브 URL)
3. 1 2  CANopen solutions, abgerufen am 3. November 2011.
4. ↑  Kurzübersicht CAN-basierter Avionik-Protokolle. avionics-networking.com; abgerufen am 9. Februar 2010
5. ↑  보관됨 (날짜 없음) - vector.com (오류: 알 수 없는 아카이브 URL).
6. ↑  보관됨 (날짜 없음) - vector.com (오류: 알 수 없는 아카이브 URL)